# Valtteri Bottas
Valtteri "Vale" Bottas, född 28 augusti 1989 i Nastola, är en finländsk racerförare som är reservförare för Mercedes i Formel 1. 
Bottas började sin karriär med karting i sex års ålder. Mellan 2004 och 2006 vann han flera olika finska och ett internationellt kartingmästerskap. Han har kört flera olika Formel Renault-mästerskap och vann två mästerskap 2008. Därefter har han tävlat två år i Formula 3 Euro Series och blev trea båda åren. Han har också vunnit den klassiska tävlingen Masters of Formula 3 två år i rad, vilket han var den första som gjorde. 2010 blev han kontrakterad som F1-stallet Williams testförare.
2011 flyttade Bottas upp till GP3 Series, där han körde med ART Grand Prix där han vann mästerskapet på första försöket. Detta ledde till att han under 2012 fick köra 15 av totalt 20 fredagsträningar i Formel 1. 
2013 debuterade han som ordinarie förare i Formel 1 för Williams, där han stannade fram till och med säsongen 2016. 2014 tog Bottas sammanlagt sex pallplaceringar och blev fyra i världsmästerskapet. Från 2017 till och med 2021 körde han för Mercedes. Mellan 2022-2024 körde han för Stake F1 Team Kick Sauber där han ersatte Kimi Räikkönen.

## Racingkarriär

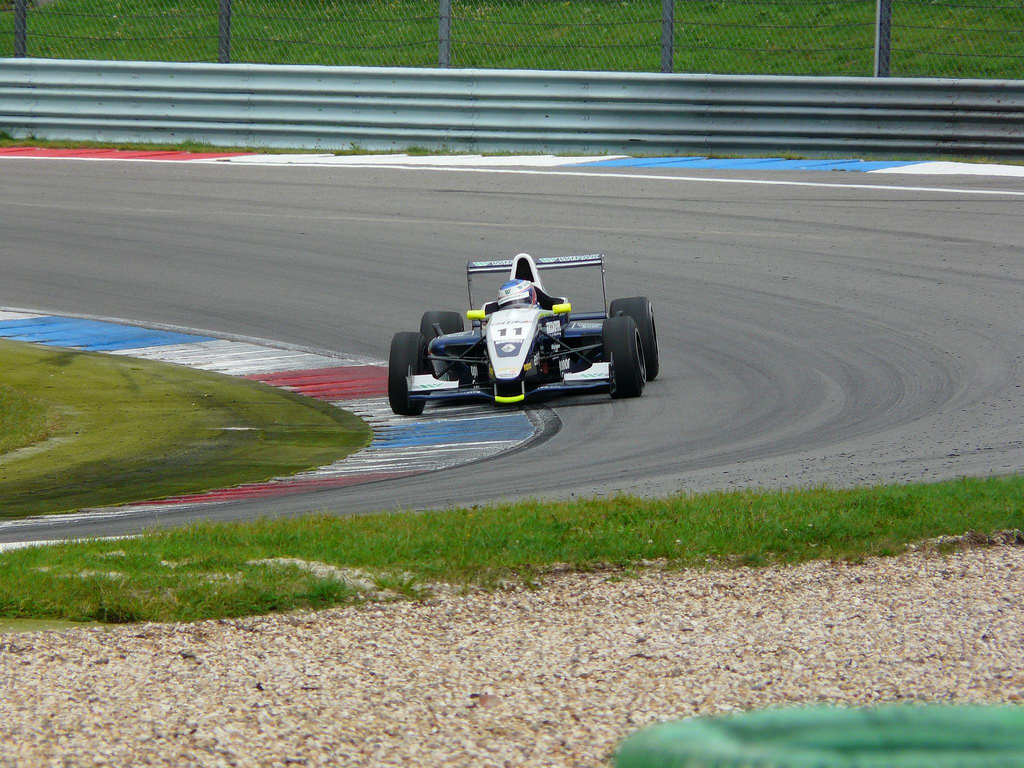
Bottas i Formel Renault 2.0 NEC 2008.

### Karting och Formel Renault
Bottas startade sin karriär med karting vid sex års ålder. Mellan 2004 och 2006 vann han fem olika kartingmästerskap: Finnish Championship ICA Junior, Viking Trophy - ICA, WSK International Series Formula A, Finnish Championship ICA och Finnish Championship Formula A.
Efter framgångarna i karting började han köra Formula Renault 2.0 Northern European Cup 2007. Han tog sex pallplaceringar, varav två segrar, under sexton lopp och blev trea i mästerskapet. Han fortsatte i serien under 2008, men körde då även Formula Renault 2.0 Eurocup. Bottas dominerade den Nordeuropeiska serien, och lyckades även vinna den europeiska serien.

### Formel 3

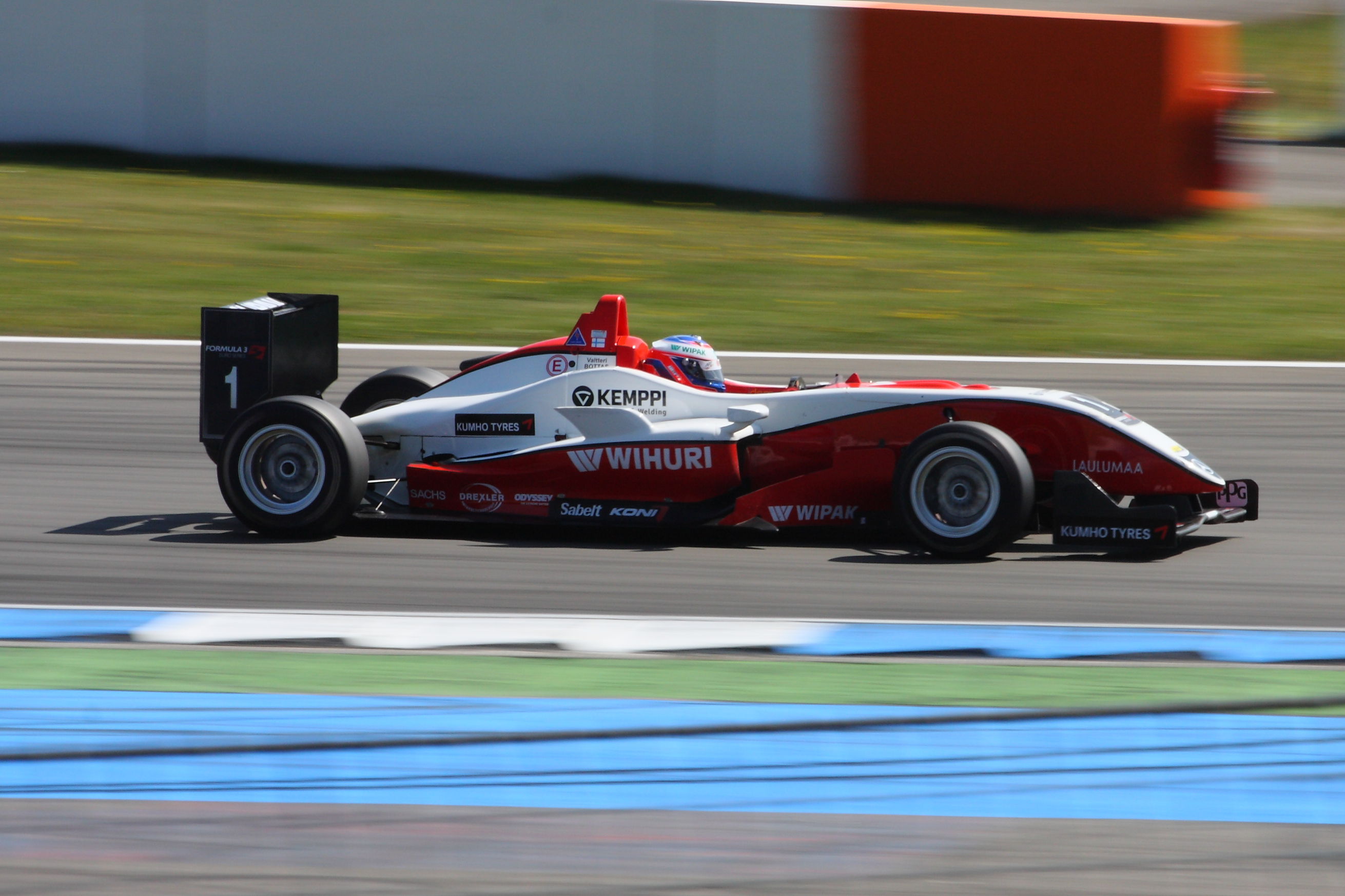
Bottas i Formula 3 Euro Series på Hockenheimring 2010.

Under 2009 flyttade Bottas upp till Formula 3 Euro Series med ART Grand Prix. Han tog sex pallplaceringar och två pole position, men lyckades inte ta någon seger under hela säsongen. Trots det slutade han på tredje plats i mästerskapet, efter Jules Bianchi och Christian Vietoris. Bottas lyckades dock vinna den traditionella tävlingen Masters of Formula 3 på Circuit Park Zandvoort, efter att ha tagit pole position. Han körde även i det Brittiska F3-mästerskapet 2009, men kunde inte ta poäng eftersom han var klassad som gästförare. I november samma år deltog Bottas i Macaos Grand Prix, där han blev femma.
Bottas fortsatte i F3 Euro Series under 2010 med ART Grand Prix. Han tog åtta pallplaceringar, varav två segrar, och blev trea i mästerskapet, efter Edoardo Mortara och Marco Wittmann. Bottas vann Masters of Formula 3 för andra året i rad, och blev därmed den första som vunnit tävlingen två gånger. Han deltog även i Macaos Grand Prix och blev trea.

### GP3 Series
Under 2011 tävlade Bottas i GP3 Series med ART, som dock bytt namn till Lotus ART. I den första tävlingen i Istanbul kvalade han fyra och höll den positionen i mål. Under den andra tävlingen blev han åtta, och tog därmed inga poäng. På Catalunya-banan blev han tia och sjua i de båda loppen, och tog därför inga poäng där heller. I Valencia blev han sjua i det första loppet och trea i det andra, vilket blev Bottas första pallplats i serien. På Silverstone hade han ännu en misslyckad tävlingshelg, då han inte tog några poäng. Helgen på Nürburgring blev desto mer lyckad, då han blev trea och etta i de båda regniga loppen.
På Hungaroring tog han GP3-karriärens första pole position, och lyckades ta segern i det första loppet och bli tvåa i det andra. Vid detta tillfälle hade Bottas ledningen i GP3-mästerskapet för första gången. Efter sommaruppehållet tog han en överlägsen seger i det första loppet på Circuit de Spa-Francorchamps, men blev utan poäng i det andra loppet. Inför säsongsavslutningen på Autodromo Nazionale Monza hade han fem poängs ledning i mästerskapet. Bottas vann det första loppet, och eftersom huvudkonkurrenten i mästerskapet bara blev tvåa, säkrade Bottas mästerskapstiteln med en poäng.

### Formel 1

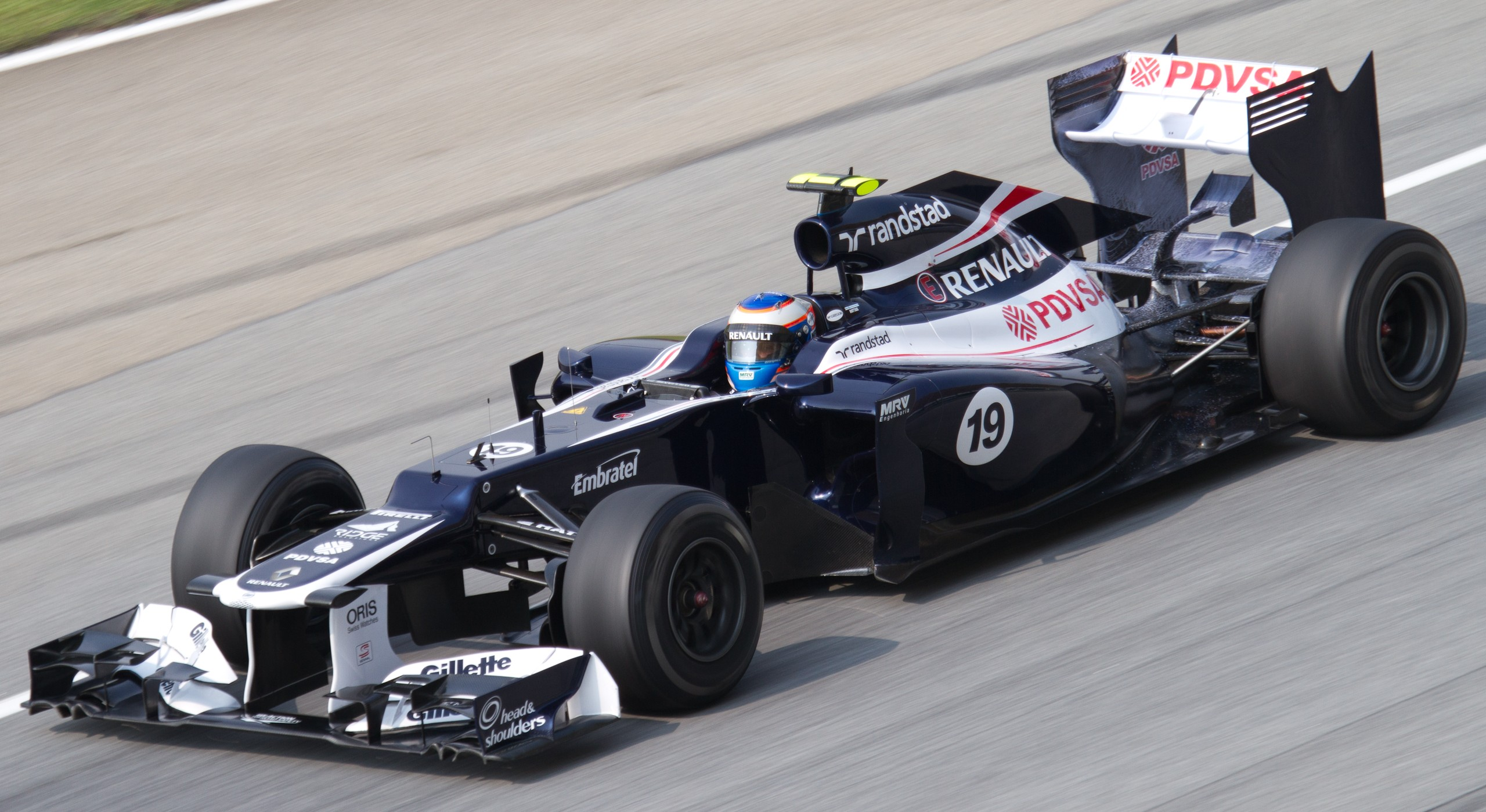
Bottas under det första träningspasset inför Malaysias Grand Prix 2012.

#### Williams (2010–2016)

##### 2010–2012
Den 29 januari 2010 bekräftades Bottas som Formel 1-stallet Williams testförare. I maj samma år fick han för första gången köra en F1-bil, när han utförde ett aerodynamik-test på Silverstone Circuit. Före aerodynamik-testet hade han förberett sig genom att köra i stallets simulator.
I oktober 2010 bekräftades att Bottas förlängde sitt kontrakt som testförare även under 2011. När GP3-säsongen var slut testade han Williams F1-bil på flygplatsen i Gloucestershire i England. Han deltog även i ett tredagars Young driver-test för unga talanger på Yas Marina Circuit i Abu Dhabi, där han körde med Williams.
I december 2011 bekräftade Williams att Bottas skulle fortsätta som testförare för stallet under 2012, och han fick möjlighet att köra 15 fredagsträningar. Han körde inte någon annan serie vid sidan om, utan inriktade sig helt och hållet på Formel 1. Bottas fick även möjligheten att köra en av testdagarna på Circuit de Catalunya i Barcelona. Han var endast 27 tusendelars sekund efter stallets ordinarie förare, Bruno Senna, och åttonde snabbast av alla förare.
Under den sista tävlingshelgen av Formel 1-VM 2012, Brasiliens Grand Prix, gick det rykten om att Bottas skulle ersätta Senna i Williams inför 2013. Williams dåvarande delägare, Toto Wolff, dementerade uppgifterna, men den 28 november bekräftade stallet Bottas som Sennas ersättare. Bottas blev den åttonde finska F1-föraren i historien. Hans stallkamrat blev venezuelanen Pastor Maldonado.

##### 2013

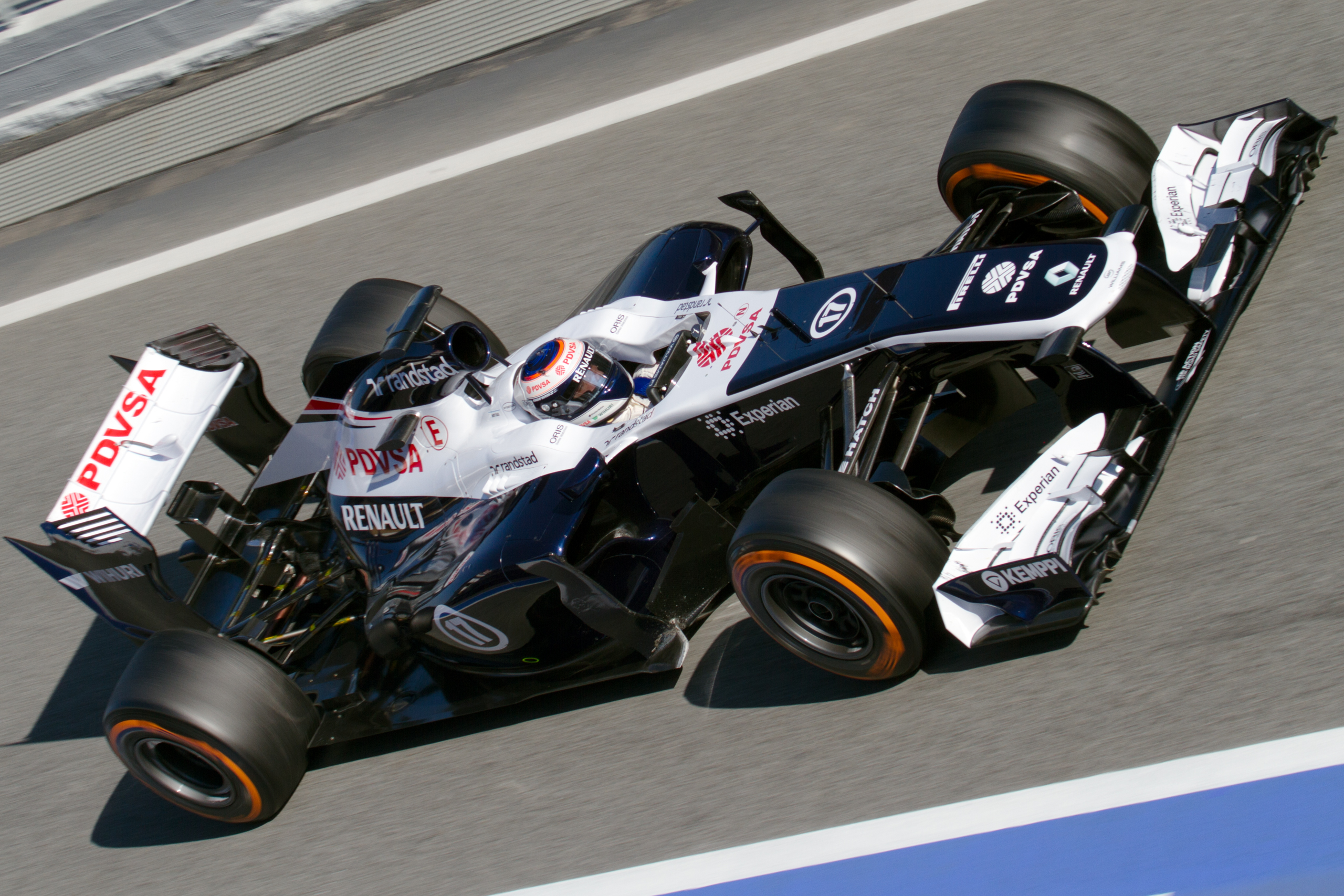
Bottas på Circuit de Barcelona-Catalunya.

Bottas gjorde F1-debut i Australien, och slog direkt sin stallkamrat i både kvalet och loppet. I Malaysia blev han utslagen redan i den första kvalomgången, men lyckades köra upp sig till elfte plats i loppet, drygt en sekund från poängplats. I de tre nästkommande tävlingarna gick han i mål på trettonde-, fjortonde- och sextonde plats. Under Monacos Grand Prix låg han länge på en elfte plats och var nära en poäng, men blev till slut tolva.
På Circuit Gilles Villeneuve överraskade han alla, genom att lyckas kvala in på tredje plats, strax efter de båda världsmästarna Sebastian Vettel och Lewis Hamilton. Han lyckades desto sämre i loppet, då han blev fjortonde bil över mållinjen. I de två nästkommande tävlingarna, Storbritanniens- och Tysklands Grand Prix, gick han i mål på tolfte respektive sextonde plats, innan han bröt i Ungern på grund av ett transmissionshaveri.
Efter sommaruppehållet anlände Formel 1-cirkusen till de två höghastighetsbanorna Spa-Francorchamps och Monza, på vilka Bottas gick i mål på femtonde plats.
I Singapore startade han från den sextonde startrutan, men körde upp sig tre placeringar i loppet och gick i mål på trettonde plats. I Korea var han återigen strax utanför poängplats, då han gick i mål på tolfte plats. Tävlingarna i Japan, Indien och Abu Dhabi blev mindre lyckade och Bottas långt ifrån poängplats.
I USA var Bottas snabbast av alla förare i den första kvalomgången, samtidigt som stallkamraten Maldonado blev utslagen. Han var snabb även i den andra kvalomgången, men i den tredje blev han nia och fick därmed starta från den nionde startrutan i söndagens GP. Efter ett väl genomfört lopp utan misstag gick Bottas i mål på åttonde plats, och tog därmed sina första poäng i Formel 1. På Autódromo José Carlos Pace kvalade han trettonde, men bröt loppet efter att ha blivit påkörd av Lewis Hamilton på det fyrtiofemte varvet.

##### 2014

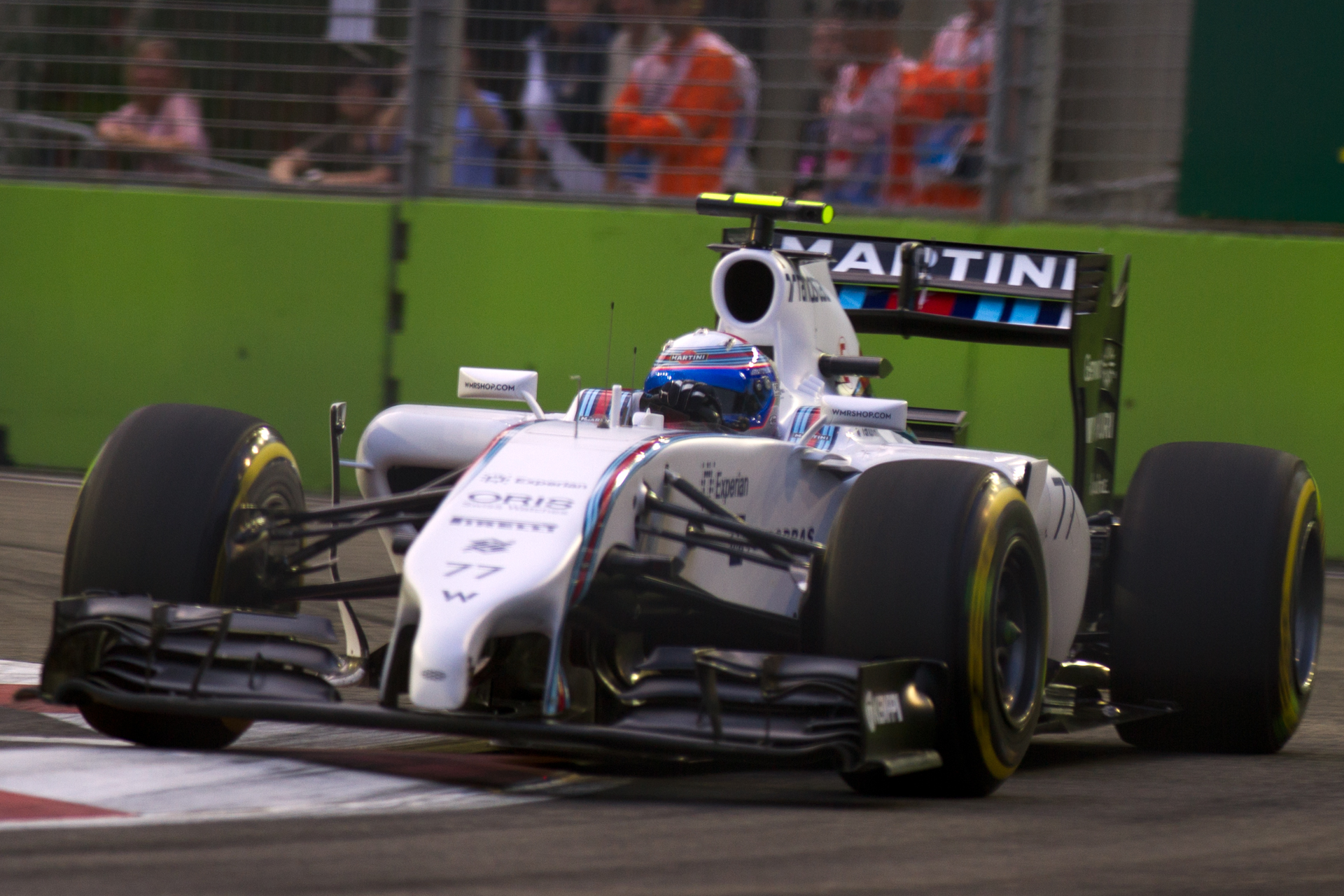
Bottas under Singapores Grand Prix.

Bottas fortsatte med Williams under 2014 och fick den före detta Ferrari-föraren Felipe Massa som stallkamrat. Redan under försäsongstesterna i Spanien och Bahrain visade sig Williams-bilen mycket snabb och tillförlitlig, i förhållande till konkurrenterna.
Han kvalade tia inför säsongspremiären i Australien, men fick fem platsers nedflyttning på startgriden för ett otillåtet växellådsbyte. Han gick i mål på femte plats, trots en punktering. I Malaysia kvalade Bottas på femtonde plats, men fick tre platsers nedflyttning för att ha hindrat Daniel Ricciardo under kvalet. Han körde upp sig tio placeringar och gick till slut i mål på åttonde plats. I Bahrain gjorde han säsongens dittills bästa kval och blev fyra. Trots startpositionen gick han bara i mål på åttonde plats, mer än en halv minut efter segraren.
När Europasäsongen drog igång i Spanien kvalde han fyra, tappade en position i loppet och gick i mål på femte plats. I Monaco drabbades han  av ett motorhaveri på det femtiofemte varvet. I Kanada kvalade han fyra, för tredje gången under de senaste fem loppen, men gick bara i mål på sjunde plats. Bottas gjorde sitt bästa kvalresultat för säsongen i Österrike, då han kvalade tvåa, strax bakom stallkamraten Felipe Massa som tog pole position. I loppet blev han, som förväntat, omkörd av de båda Mercedes-förarna, men lyckades passera Massa, och tog därmed sin första pallplacering i Formel 1 någonsin.
| ”                                                                                                   | Jag är riktigt, riktigt glad. Det är svårt att sätta ord på det. Jag är verkligen tacksam över att stallet ger mig den här bilen. Loppet var precis vad vi behövde vid det här tillfället – och allt gick som planerat. Bilen var tillräckligt bra för pallen den här gången, och jag är bara så glad. | „ |
| – Bottas under podiumintervjuerna i Österrike, efter att han tagit sin första pallplats i Formel 1. | |   |

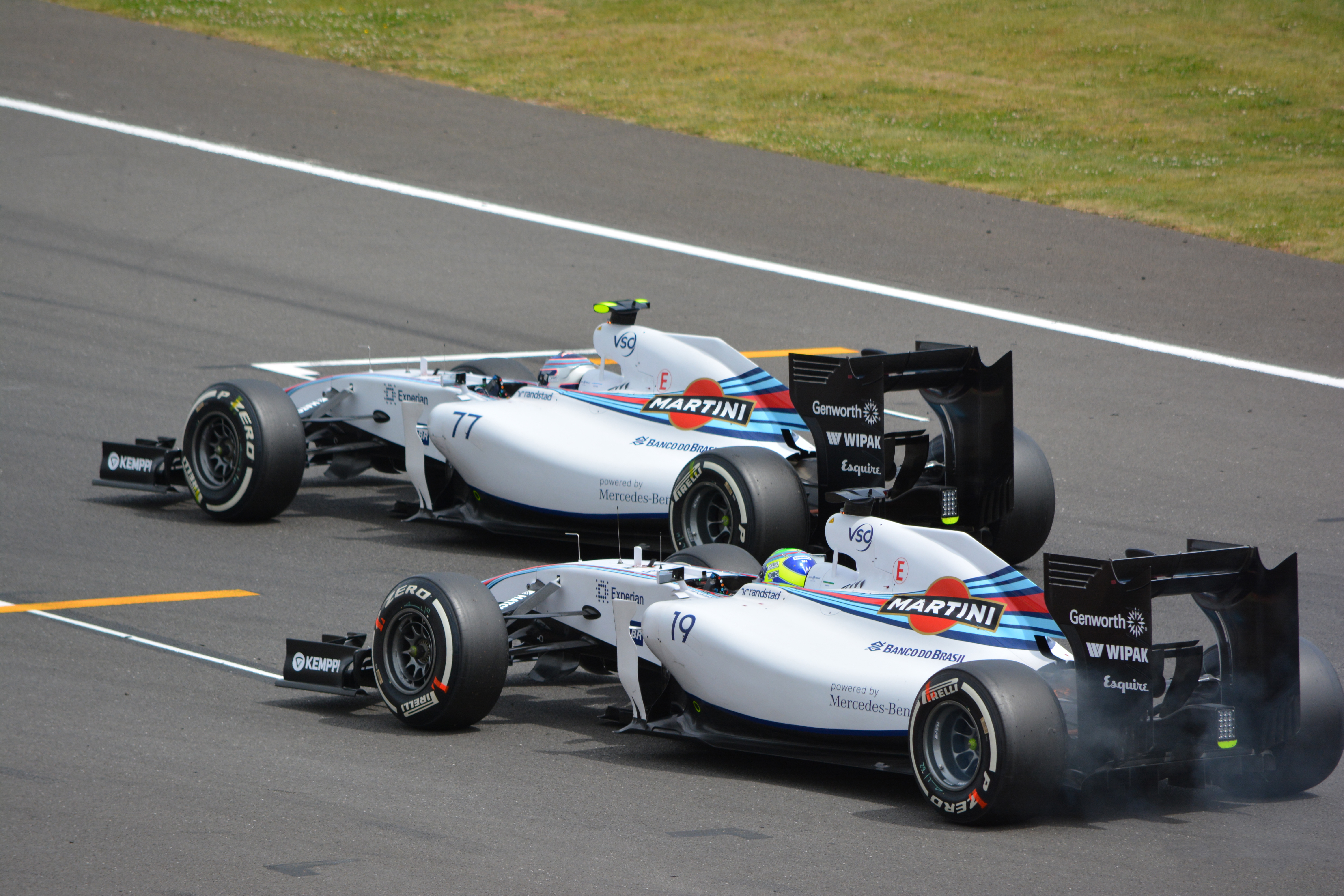
Bottas var oftast snabbare än sin nya stallkamrat, Felipe Massa.

Det regniga kvalet i Storbritannien blev, till skillnad från kvalet innan, misslyckat. Bottas kvalade in som endast sjuttonde, men efter ett mycket lyckat lopp kunde han till slut ta målflagg som tvåa. Succén fortsatte i kvalet till Tysklands Grand Prix, då han blev tvåa, endast två tiondelars sekund efter kvalvinnaren Nico Rosberg. Han höll den positionen in i mål, trots att han blev hårt pressad av Lewis Hamilton under avslutningsvarven.
I Belgien kvalade han bara sexa, men gick i mål på tredje plats i loppet, strax före landsmannen Kimi Räikkönen. Detta blev Bottas fjärde topp tre-placering under de fem senaste loppen. På Autodromo di Monza kvalde han återigen trea, men gjorde en dålig start och tappade till tionde plats direkt. Trots detta lyckades han gå i mål på fjärde plats, bakom stallkamraten Massa. I det jämna kvalet i Singapore kvalade han åtta. När ett varv i loppet återstod låg han på poängplats, men hans däck var så slitna att han tappade ner till elfte plats, och tog därför inga poäng.
I Ryssland var han nära att ta pole position, men körde av i sista kurvan och missade på så sätt chansen. I loppet blev han trea, men tog även tävlingens snabbaste varv, vilket var hans första någonsin. Han kvalade fyra i Brasilien, bakom stallkamraten Massa som kvalade trea. Under loppet lossnade bilbältet och han tvingades köra in i depån för att åtgärda det, vilket han tappade mycket tid på. På grund av det gick han i mål på tionde plats. Inför säsongsavslutningen i Abu Dhabi låg han på sjätte plats i förarmästerskapet, men tack vare en tredjeplats i loppet lyckades han avancera till fjärde plats i VM-tabellen.

#### Mercedes (2017–2021)
Bottas flyttade till Mercedes 2017. Han ersatte Nico Rosberg som valde att avsluta sin karriär. Den 6 september 2021 meddelade Valtteri Bottas att han kom till att lämna Mercedes och ersätta Kimi Räikkönen i Alfa Romeo inför Formel 1 säsongen 2022.
Valtteri Bottas innehar sedan 2017 rekordet för högsta hastighet i ett F1-lopp, med 372,5 km/h.

#### Alfa Romeo / Sauber (2022–2024)
Bottas skrev på för Alfa Romeo 2022, och körde tillsammans med Zhou Guanyu. Stallet bytte namn inför säsongen 2024, till Stake F1 Team Kick Sauber. Säsongen 2024 slutade Bottas på 22:a plats i världsmästerskapet, och misslyckades för första gången i sin karriär att ta ett enda poäng.

#### Reservförare för Mercedes (2025)
I december 2024 meddelades det att Bottas skulle ansluta till Mercedes som reservförare under säsongen 2025 Han har sagt att hans mål är att komma tillbaka som ordinarie förare 2026.

## F1-karriär
| Säsong            | Stall/Tillverkare         | Placering         | Lopp | Poäng | Etta | Tvåa | Trea | Pole | Varv |
| ----------------- | ------------------------- | ----------------- | ---- | ----- | ---- | ---- | ---- | ---- | ---- |
| 2013              | Williams-Renault          | 17                | 19   | 4     | 0    | 0    | 0    | 0    | 0    |
| 2014              | Williams-Mercedes         | 4                 | 19   | 186   | 0    | 2    | 4    | 0    | 1    |
| 2015              | Williams-Mercedes         | 5                 | 19   | 136   | 0    | 0    | 2    | 0    | 0    |
| 2016              | Williams-Mercedes         | 8                 | 21   | 85    | 0    | 0    | 1    | 0    | 0    |
| 2017              | Mercedes                  | 3                 | 20   | 305   | 3    | 6    | 4    | 4    | 2    |
| 2018              | Mercedes                  | 5                 | 21   | 247   | 0    | 7    | 1    | 2    | 7    |
| 2019              | Mercedes                  | 2                 | 21   | 326   | 4    | 7    | 4    | 5    | 3    |
| 2020              | Mercedes                  | 2                 | 17   | 223   | 2    | 6    | 3    | 5    | 2    |
| 2021              | Mercedes                  | 3                 | 22   | 226   | 1    | 1    | 9    | 4    | 4    |
| 2022              | Alfa Romeo-Ferrari        | 10                | 22   | 49    | 0    | 0    | 0    | 0    | 0    |
| 2023              | Alfa Romeo-Ferrari        | 15                | 22   | 10    | 0    | 0    | 0    | 0    | 0    |
| 2024              | Stake F1 Team Kick Sauber | 22                | 24   | 0     | 0    | 0    | 0    | 0    | 0    |
| Sammanlagt (2025) | Sammanlagt (2025)         | Sammanlagt (2025) | 247  | 1797  | 10   | 29   | 28   | 20   | 19   |

| 1. Ryssland 2017 2. Österrike 2017 3. Abu Dhabi 2017 4. Australien 2019 5. Azerbajdzjan 2019 6. Japan 2019 7. USA 2019 8. Österrike 2020 9. Ryssland 2020 10. Turkiet 2021 |

| 1. Storbritannien 2014 2. Tyskland 2014 3. Kanada 2017 4. Azerbajdzjan 2017 5. Storbritannien 2017 6. Italien 2017 7. Mexiko 2017 8. Brasilien 2017 9. Bahrain 2018 10. Kina 2018 11. Spanien 2018 12. Kanada 2018 13. Storbritannien 2018 14. Ryssland 2018 15. Japan 2018 16. Bahrain 2019 17. Kina 2019 18. Spanien 2019 19. Frankrike 2019 20. Storbritannien 2019 21. Italien 2019 22. Ryssland 2019 23. Steiermarks 2020 24. Belgien 2020 25. Toscanas 2020 26. Portugal 2020 27. Emilia-Romagnas 2020 28. Abu Dhabi 2020 29. Österrike 2021 |

| 1. Österrike 2014 2. Belgien 2014 3. Ryssland 2014 4. Abu Dhabi 2014 5. Kanada 2015 6. Mexiko 2015 7. Kanada 2016 8. Australien 2017 9. Bahrain 2017 10. Ungern 2017 11. Singapore 2017 12. Italien 2018 13. Monaco 2019 14. Österrike 2019 15. Belgien 2019 16. Mexiko 2019 17. Ungern 2020 18. 70-årsjubileumets 2020 19. Spanien 2020 20. Bahrain 2021 21. Portugal 2021 22. Spanien 2021 23. Steiermarks 2021 24. Storbritannien 2021 25. Nederländerna 2021 26. Italien 2021 27. Brasilien 2021 28. Saudiarabiens 2021 |

| 1. Bahrain 2017 2. Österrike 2017 3. Brasilien 2017 4. Abu Dhabi 2017 5. Österrike 2018 6. Ryssland 2018 7. Kina 2019 8. Azerbajdzjan 2019 9. Spanien 2019 10. Storbritannien 2019 11. USA 2019 12. Österrike 2020 13. 70-årsjubileumets 2020 14. Eifels 2020 15. Emilia-Romagnas 2020 16. Sakhirs 2020 17. Portugal 2021 18. Turkiet 2021 19. Mexiko 2021 20. Brasilien 2021 |

| 1. Ryssland 2014 2. Japan 2017 3. Abu Dhabi 2017 4. Bahrain 2018 5. Azerbajdzjan 2018 6. Frankrike 2018 7. Belgien 2018 8. Ryssland 2018 9. Mexiko 2018 10. Brasilien 2018 11. Australien 2019 12. Kanada 2019 13. Brasilien 2019 14. Spanien 2020 15. Ryssland 2020 16. Bahrain 2021 17. Portugal 2021 18. Turkiet 2021 19. Mexiko 2021 |

## Privatliv
Valtteri Bottas föddes den 28 augusti 1989 i Nastola, Finland. Föräldrarna heter Rauno och Marianne och de är städföretagare och begravningsentreprenör. Han gick i grundskola i sin hemkommun Nastola och tog examen i grannkommunen Heinola. Bottas fritidsaktiviteter är bland annat skidåkning, rullskridskor och jogging, men var även intresserad av hockey i unga år. Valtteri Bottas var gift med simmaren Emilia Pikkarainen. Paret gifte sig i Johanneskyrkan i Helsingfors i september 2016. Paret separerade 2019. Bottas är bosatt i Monaco.

### Engelska originalcitat
1. ↑  "Really, really happy. Difficult to put into words really. Just really thankful to the team for giving me this car. It’s been a long way for us since last year, I mean, and many, many years at Williams and now it’s so much better. The race was exactly what we needed at this point – clean, nice, everything went like planned really. The car was good for the podium this time and I’m just so happy."